# Estádio da Cidadela
O Estádio da Cidadela é um estádio polidesportivo em Luanda, Angola. 
Atualmente é maioritariamente usado para partidas de futebol, e é a casa de dois clubes do Girabola, o Atlético Sport Aviação e o Progresso Associação do Sambizanga. O estádio tinha capacidade para 60 000 espectadores. Devido ao abandono das estruturas o anel superior, que foram consideradas inseguras para acomodar pessoas, levou à diminuição da capacidade para cerca de 40 000 lugares.
O estádio foi palco de um tumulto mortal a 1 de janeiro de 2013, durante uma vigília de Ano Novo, que matou 10 pessoas e feriu mais de 120.